# 사육신

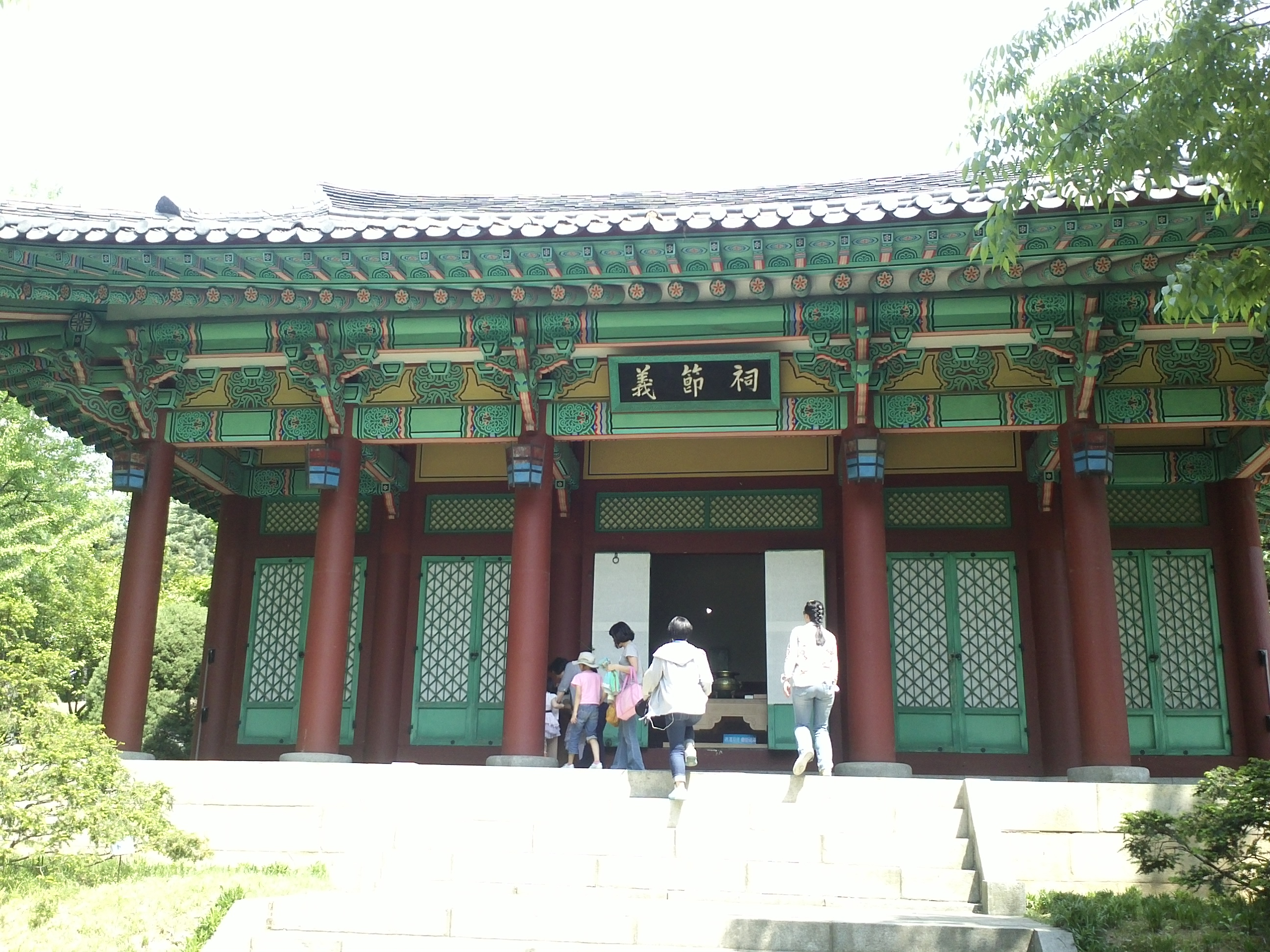
노량진공원 의절사

사육신(死六臣, 문화어: 사륙신)은 단종의 복위를 꾀하다가 발각되어 세조에게 죽임을 당한 여섯 명의 신하인 성삼문(成三問)· 박팽년(朴彭年)· 이개(李塏) · 하위지(河緯地)· 유성원(柳誠源)· 유응부(兪應孚) 사육신과 생육신 등의 신하들을 통칭하여 다른 훈구파와 구별하여 따로 절의파(節義派)로 부르기도 한다. 이들의 시신은 노량진 근처에 매장되어 있다. 
생육신이 세조와 덕종, 예종 삼부자를 연회장에서 척살할 계획으로 성승, 박쟁을 별운검으로 세조 3부자의 뒤에 세웠다가 3부자의 목을 벨 계획을 세웠으나, 거사 동조자 중 김질이 장인 정창손의 설득으로 거사를 폭로함으로써 실패로 돌아간다. 단종복위운동의 실패로 관련자 500~800여 명이 처형, 학살되었으며, 사육신 중 현재 박팽년과 하위지만이 직계 후손이 전한다.
그 밖에 생육신 가문의 가까운 친인척 중 살아남은 인물은 이개의 종증손이자 토정비결의 저자 이지함이고 종고손은 북인당수 이산해였다. 생육신의 한사람인 성담수가 사육신 성삼문의 6촌 동생이었다.
사육신 가문의 여성들은 공신들의 종과 노리개, 첩으로 분배되었으며 권영금 같은 이는 권람의 친족인 덕에 욕을 모면하였다. 사육신은 성종 때부터 도학을 좇는 분위기가 나타나 동정의 대상이 되다가 숙종때부터 영조 때 노론 강경파들에 의해 복권되었다.
유성원은 잡히기 전에 자기 집에서 자살하였다. 이밖에 사육신의 가족으로 남자인 경우는 모두 죽음을 당하였고, 여자의 경우는 남의 노비로 끌려가는 등 70여명이 모반 혐의로 화를 입었다.
어느 스님이 성승·박팽년·유응부·성삼문·이개 다섯 분의 시신을 현재의 위치에 모셨다고 한다. 《조선왕조실록》 세조 2년 6월 병오년 기록에는 성삼문·하위지·이개·유성원·유응부·박팽년을 비롯한 성승·등의 이름이 보이고, 남효온이 지은 《육신전》(六臣傳)에는 성삼문·박팽년·이개·유성원·하위지·유응부를 ‘사육신’이라 하였다. 그 후 임진왜란을 거치면서 성승의 묘를 찾을 수 없어 네 분의 묘만 있었으나, 여전히 사육신묘라 불렸다.
이리하여 서울특별시가 사육신묘 일대를 성역화하면서 육신에 대한 논란을 조정하였는데, 그 결과로 사육신묘에는 일곱 분의 묘가 모셔지게 되었다. 즉 본래 이곳에 있던 유응부·박팽년·성삼문·이개의 묘에, 하위지의 가묘(假墓)를 새로이 만든 것이다. 의절사 내의 위패와 마찬가지로 그 뒷편의 묘소는 동쪽으로부터 유응부·박팽년·이개·유성원·성삼문·하위지 순서로 모셔져 있다.

## 개설
세종대왕이 죽으면서 자신의 장남 향(문종)도 오래 못살 것이라 판단하고 집현전 학사들을 불러 어린 손자 홍위를 부탁할 것을 유언하였다. 단종이 강제로 폐위되자 이들은 세조 암살을 통해 단종의 복위를 꾀하였으나, 밀고자에 의해 적발되어 혹독한 고문 끝에 일가족과 함께 새남터에서 참수형으로 처형당했다. 당시 시체는 처형장인 새남터에 그대로 버려졌으나, 생육신 중 하나인 매월당 김시습에 의해 몰래 매장되었다. 현재 서울특별시 노량진에 사육신을 기념하는 묘지가 있다.
사육신은 성삼문(成三問)· 박팽년(河緯地)· 이개(李塏) · 하위지(河緯地)· 유성원(柳誠源)· 유응부(兪應孚) 등 여섯 명이고, 기타 박중림, 윤영손(尹鈴孫), 성승, 권자신(權自愼) 등 가담했다. 그리고 신숙주는 참여를 거부하였다. 그러나 김질이 끝에 장인 정창손에게 이 사실을 누설했다가, 정창손 등의 설득에 넘어가 계획을 폭로하게 되면서 주모자인 사육신은 모두 참살당했다. 한편 사육신 집안의 여성들은 난신에 관계된 부녀자라 하여 노비가 되거나 관노, 기생 등으로 끌려갔다가 뒤에 일부 석방되었다.
사육신의 시신은 성삼문의 사위인 박임경이 수습하여 한강변 노량진에 매장하였다.

## 단종 복위 운동
비록 선위 형식으로 왕위를 물려주었지만, 계략에 따른 왕위의 강탈이었다. 이러한 처사에, 특히 집현전 학자로서 세종의 신임이 두터웠던 성삼문·예조참판 하위지·형조참판 박팽년·직제학 이개·사예 유성원·도총부부총관 유응부 등과 성삼문의 아버지 성승 등은 상왕으로서 수강궁에 있는 단종의 복위와 반역파의 숙청을 꾀하고 그 기회를 엿보고 있었다.
1456년 세조 2년 6월 창덕궁에서 명나라 사신을 향응하는 기회를 타서 거사하기로 하였으나 계획이 어긋나자 김질·정창손 등은 사태의 불리함을 깨닫고 거사를 밀고하였다. 세조는 곧 성삼문 등에게 참혹한 고문을 가했으나 모두 굴하지 않았으므로 성삼문·박팽년·하위지·유응부 등은 거열형에 처해져 찢겨져 죽었고 유성원은 자기 집에서 자살한 후 역시 거열형을 당했다.이들을 사육신이라 부르며, 이에 연루된 자로 권자신·등 70여 명도 모두 처벌되었다.

## 사형
사육신 중 하위지는 세조가 죄를 시인한다면 살려주겠다고 하였으나 스스로 사양하고 죽음을 택했다. 사육신과 그 가족들은 본인과 아버지, 형제, 아들, 손자, 조카까지 모두 연좌되어 처형당했고, 생후 1년, 2년된 어린 남자아이는 입에 소금을 채워 질식사시키거나 나이가 찬 뒤에 처형하였다.
백부, 숙부, 조부, 종조부, 사촌까지는 노비로 보내지거나 관노로 고을에 영속되거나 병사로 충군당했고, 5촌 이상은 유배형을 당했다. 사육신 사건으로 500여 명에서 800여 명이 처형당한 것으로 알려졌다.

### 사후
사육신 일족 중 후손이 생존하고 있는 집안은 박팽년가와 하위지 가문이 있다. 하위지의 조카 중 하포, 하박, 하원 등은 미성년자라서 처형되지 않았고, 박팽년의 며느리 이씨는 자신이 낳은 아들과 박팽년가의 노비로 함께 끌려온 여종의 딸을 바꾸어서 자신의 딸이라 주장하여 아들을 살렸다. 아들 박비는 성종 때에 자수하여 특별히 사면되고 박일산이라는 이름을 얻기도 했다.
사육신의 시신이 매장된 뒤 세조는 이를 보고 당대에는 역적이지만 후대에는 충신이 되겠다고 한탄한 바 있다. 한편 사육신의 편에서 세조의 편으로 전향한 신숙주, 김질, 정인지는 배신자의 상징처럼 여겨져 비판과 지탄, 조롱의 대상이 되었다.
사육신은 사후 중종 때 가서야 복권의 움직임이 시작되었고, 현종 때 송시열, 김수항 등이 사육신의 복권을 청하는 상소를 계속 올려 영조, 정조 때에 관작이 복구되고 증직과 시호가 내려졌다. 1782년(정조 6) 정조는 성삼문 · 박팽년 · 이개 · 하위지 · 유성원 · 김문기를 추모하여 노량진에 조선육신이라는 신도비를 세워주었다.

### 시신의 매장

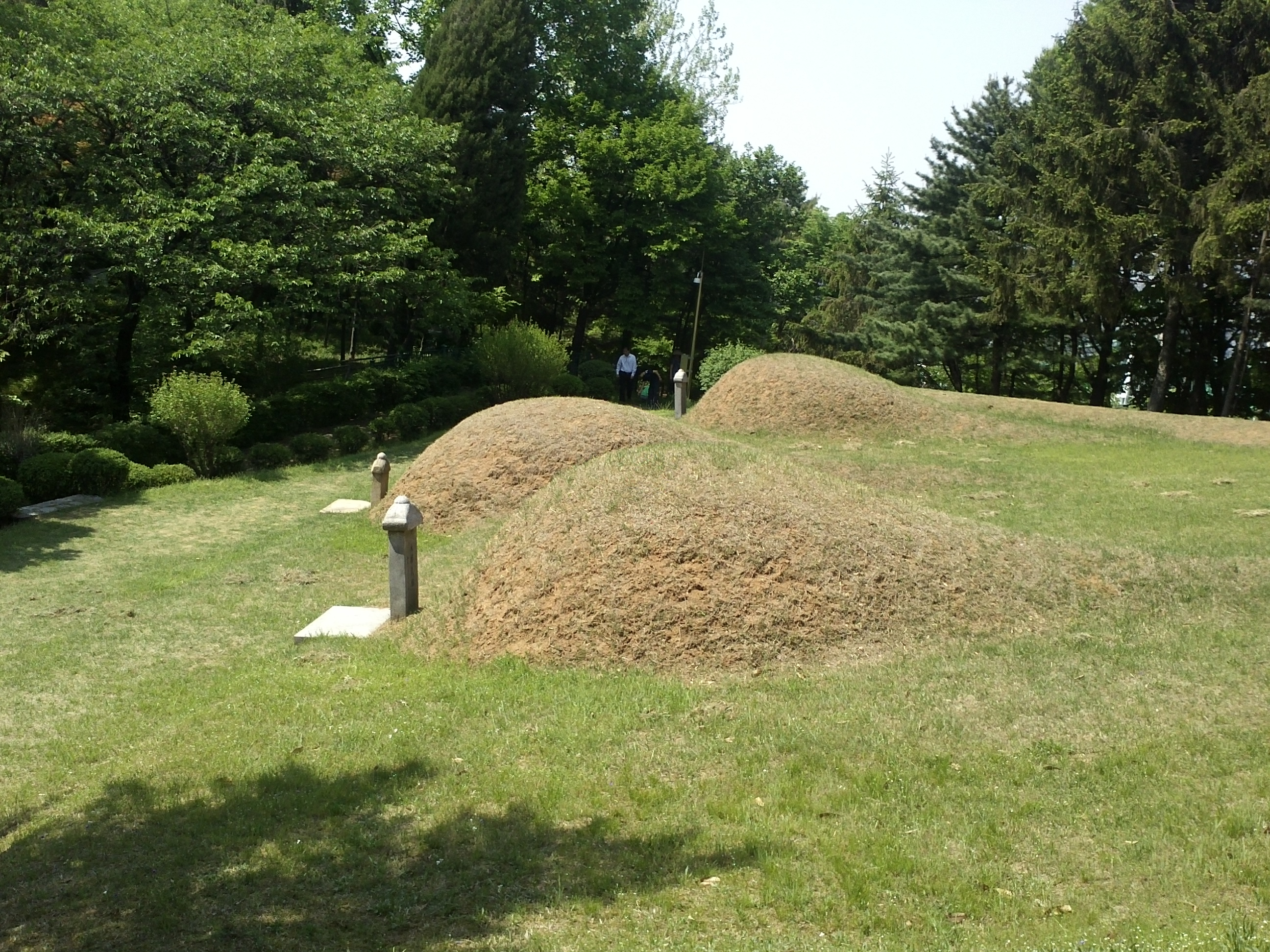
노량진 사육신 공원의 사육신묘

사육신의 시신은 누가 매장하였는지 정확하게 알려져 있지 않다. 통설에 의하면 매월당 김시습이 비밀리에 사육신의 시신을 한강변에 매장했다고 한다.
비밀리에 사육신의 시신을 수습한 이는 어느날 야밤에 성삼문 · 박팽년 · 이개 · 하위지 · 유성원 · 유응부의 시신과 박팽년의 형제들과 부친 박중림, 성삼문의 형제들과 부친 성승의 시신을 한강이 내려다 보이는 노량진에 안장하였다.
이때 박팽년의 형제들과 부친을 근처에 묻고 박씨지묘라는 비석을 따로 더 세웠고, 성삼문의 형제들의 시신을 성삼문 묘 근처에 묻고, 성승의 묘는 성삼문의 묘의 앞쪽 혹은 뒷쪽에 묻고 성씨 지묘라고 쓴 비석을 두 기를 더 세웠다.
그러나 후일 성승의 묘로 전하는 묘소는 실전되었고, 후대에 충청남도 홍성군에 성승 장군과 그보다 앞서 사망한 본부인의 묘소가 조성되었다. 그러나 성승의 묘소에 실제 성승의 시신이 있는가 여부는 불투명하다. 근처에는 성삼문의 생가와 사육신 사건 이전에 사망한 성삼문의 본부인 묘소도 있다.

### 사육신 가문의 여성들
사육신이 죽은 뒤 사육신 가문의 여성들은 공신의 노비와 관청의 기생, 관비로 분배되었다. 공신의 한 사람인 권람은 자신의 5촌 조카딸인 권영금을 분배받는 식으로 일부 친족에게 정속된 여성들도 있었지만, 대부분 공신가에 종과 노리개로 분배되었다. 조선왕조실록에는 절개를 지키지 않고 공신의 첩이 된 여성들을 비판한 기사가 수록되어 있었지만, 사육신 가문의 아내와 딸 중 공신들의 성노리개로 겁탈당한 여성들의 기록은 실리지 않았다.
그 중 박팽년의 형수로 봉석주의 첩이 된 윤씨는 윤연령의 딸이며, 후일 선조 때의 형제 정승 윤근수, 윤두수 형제의 증대고모가 된다. 윤씨는 난신에 연좌된 부녀자들의 존재가 언급된 기사에는 나타나지 않던 여성이기도 했다.

## 사육신과 함께 충성을 바친 사람들
- 사육신(死六臣): 죽음으로 충성을 바친 여섯 명의 신하.
  - 성삼문(成三問)
  - 하위지(河緯地)
  - 이개(李塏)
  - 유성원(柳誠源)
  - 박팽년(朴彭年)
  - 유응부(兪應孚)

- 생육신(生六臣) : 벼슬을 버리고 절개를 지킨 여섯 명의 신하.
  - 김시습(金時習)
  - 남효온(南孝溫)
    - 권절(權節) : 남효온 대신 생육신의 한 사람으로 꼽히기도 한다.

  - 이맹전(李孟專)
  - 조려(趙旅)
  - 성담수(成聃壽)
  - 원호(元昊)

- 육종영(六宗英) : 여섯 명의 뛰어난 종친.
  - 안평대군(安平大君)
  - 금성대군(錦城大君)
  - 화의군(和義君)
  - 한남군(漢南君)
  - 영풍군(永豐君)
  - 하령군(河寧君)

- 사의척(四懿戚) : 네 명의 아름다운 외척.
  - 송현수(宋玹壽)
  - 권자신(權自愼)
  - 정종(鄭悰)
  - 권완(權完)

- 삼상신(三相臣) : 세 명의 재상.
  - 영의정 황보인(皇甫仁)
  - 좌의정 김종서(金宗瑞)
  - 우의정 정분(鄭苯)

- 삼중신(三重臣) : 세 명의 중신
  - 이조판서 조극관(趙克寬)
  - 병조판서 민신(閔伸)
  - 이조판서 김문기(金文起)

- 양운검(兩雲劍) : 두 명의 별운검.
  - 성승(成勝)
  - 박쟁(朴崝)

### 사육신 참고
사육신의 한사람인 백옥헌(白玉軒) 이개의 종증손이 토정비결의 저자로 유명한 조선 중기의 학자 토정 이지함이고, 학자 성암 이지번이다.
백옥헌 이개의 종고손은 조선중기의 동인, 북인의 당수였던 아계 이산해(李山海)였다.
또한 성삼문의 6촌 동생인 성담수는 생육신의 한사람이었고, 성담수의 동생이자 성삼문의 또다른 6촌 동생인 성담년은 성종 때 출사하였다. 생육신 성담수와 성담년의 외조카이며 성삼문의 7촌 외조카는 중종 때의 훈구파 영의정 경재 이기였다.

## 같이 보기
| - 세조 찬위 - 집현전 - 생육신 - 단종 - 문종 - 사육신 공원 - 성삼문 - 성승 - 성담년 - 성담수 - 하위지 - 하원 - 유성원 - 유응부 - 유자미 - 정창손 - 김질 - 김시습 | - 계유정난 - 삼중신 - 동학사 - 금성대군 - 안평대군 - 김종서 - 황보인 - 남효온 - 민보흥 - 원호 - 조려 - 이개 - 이수형 - 이보흠 - 이득성 - 정보 - 정인지 | - 세조 - 남이 - 이기 - 이맹전 - 신숙주 - 한명회 - 권람 - 양정 - 홍윤성 - 홍달손 - 봉석주 - 김문기 |

## 참고 문헌
- 세조실록
- 단종실록
- 대동야승
- 국조보감
- 수양대군, 이정근 저, 청년정신더불어책 발행(2012.07.23, ISBN 978-89-5861-133-2)